# Loxoconcha susannehayesae
Loxoconcha susannehayesae is een mosselkreeftjessoort uit de familie van de Loxoconchidae.